# Мартыновский, Александр Дмитриевич
Александр Дмитриевич Мартыновский (1938—2020) — русский советский писатель, прозаик и поэт. Член Союза писателей России (с 1992 года). Лауреат Литературной премии имени А. Д. Знаменского (2012).

## Биография
Родился 22 января 1938 года в поселке Бистюба, Кустанайской области в Казахской ССР.
С 1954 по 1958 год обучался в Майкопском сельскохозяйственном техникуме, по окончании которого получил квалификацию механика. С 1958 года работал в колхозе, позже переименованном в совхоз «Путь к коммунизму» Красноармейского района Краснодарского края на должностях: бригадир тракторной бригады, механик, заведующий отделением и главный инженер, позже работал на различных должностях в объединении «Краснодарская сельхозтехника».
Член Союза писателей России с 1992 года, литературный консультант по прозе и поэзии Краснодарской краевой писательской организации и член Правления Краснодарского регионального отделения Союза писателей России. С 1957 года начал заниматься литературным творчеством и с одобрения Исхака Машбаша в газете «Адыгейская правда» начали выходить его первые поэтические произведения. В 1960-70-е годы его художественные произведения и статьи печатались в различных газетах, в том числе: «Советская Кубань» и «Адыгейская правда» и Кубанском литературном альманахе. В 1976 году А. Д. Мартыновский был участником Первого семинара молодых авторов Краснодарской писательской организации Союза писателей СССР. В 1979 году из под пера Мартыновского был выпущен сборник рассказов «Эта улица мне знакома», в последующем была выпущена повесть «Трудное поле» (1982; о кубанских рисоводах), эта книга по мнению коллегии Госкомиздата СССР стала одним из лучших произведений 1982 года. Перу писателя также принадлежат такие литературные произведения как: роман «Спираль» (1989), повесть «Нежный гость» (1991), роман «Оборотни» (1992), повесть «Вечерняя рапсодия» (2011), за эту повесть А. Д. Мартыновский был удостоен Литературной премии имени А. Д. Знаменского
Скончался 6 мая 2020 года в Краснодаре на 83-м году жизни.

## Награды
- Орден Трудового Красного Знамени

### Премии
- Лауреат Литературной премии имени А. Д. Знаменского — "за книгу повестей «Вечерняя рапсодия» (2012)